# Есенские
Есенские (варианты написания: Jesenský, Jeszenszky, Jessensky, Jessinsky, Jesenskovci, Jessensky de Gross Jessen) — венгерский дворянский род словацкого происхождения.
В 1271 году Андрей (фамилия неизвестна) был возведён во дворянство за храбрую службу венгерскому королю Ласло IV и получил в дар деревню Есень с окрестностями, находящуюся в Турчьянском крае. С того времени эта семья стала называть себя «Есенцкими», что впоследствии трансформировалось в «Есенские» (словац. Jesenský).
Ладислав Есенский погиб в 1526 году в Мохачской битве. Вся собственность Есенских была конфискована турками; братья Мельхиор, Лоренц и Бальтазар Есенские перебрались в Силезию и поселились во Вроцлаве и в Свиднице. Сыном Бальтазара был Ян Есенский, больше известный как Ян Есениус — учёный и политик, живший в Праге.
В настоящее время представители ветвей этого дворянского рода проживают в Чехии, Словакии, Венгрии и США.
Важные представители семьи Есенских:
- Ян Есениус (1566—1621), учёный и политик
- Ружена Есенская (1863—1940), чешская писательница
- Ян Есенский (1870—1947), учёный, профессор Пражского университета
- Янко Есенский (1874—1945), словацкий поэт, писатель и переводчик
- Милена Есенская (1896—1944), журналист и переводчик
- Ян Есенский-мл. (1904—1942), учёный
- Ференц Есенски (1905—1990), в 1949—1952 был президентом Национального банка Венгрии
- Геза Есенски (1941—), в 1990—1994 был министром иностранных дел Венгрии
- Джеймс Есенски (1970—), специалист в области компьютеров